# Hřibotvaré

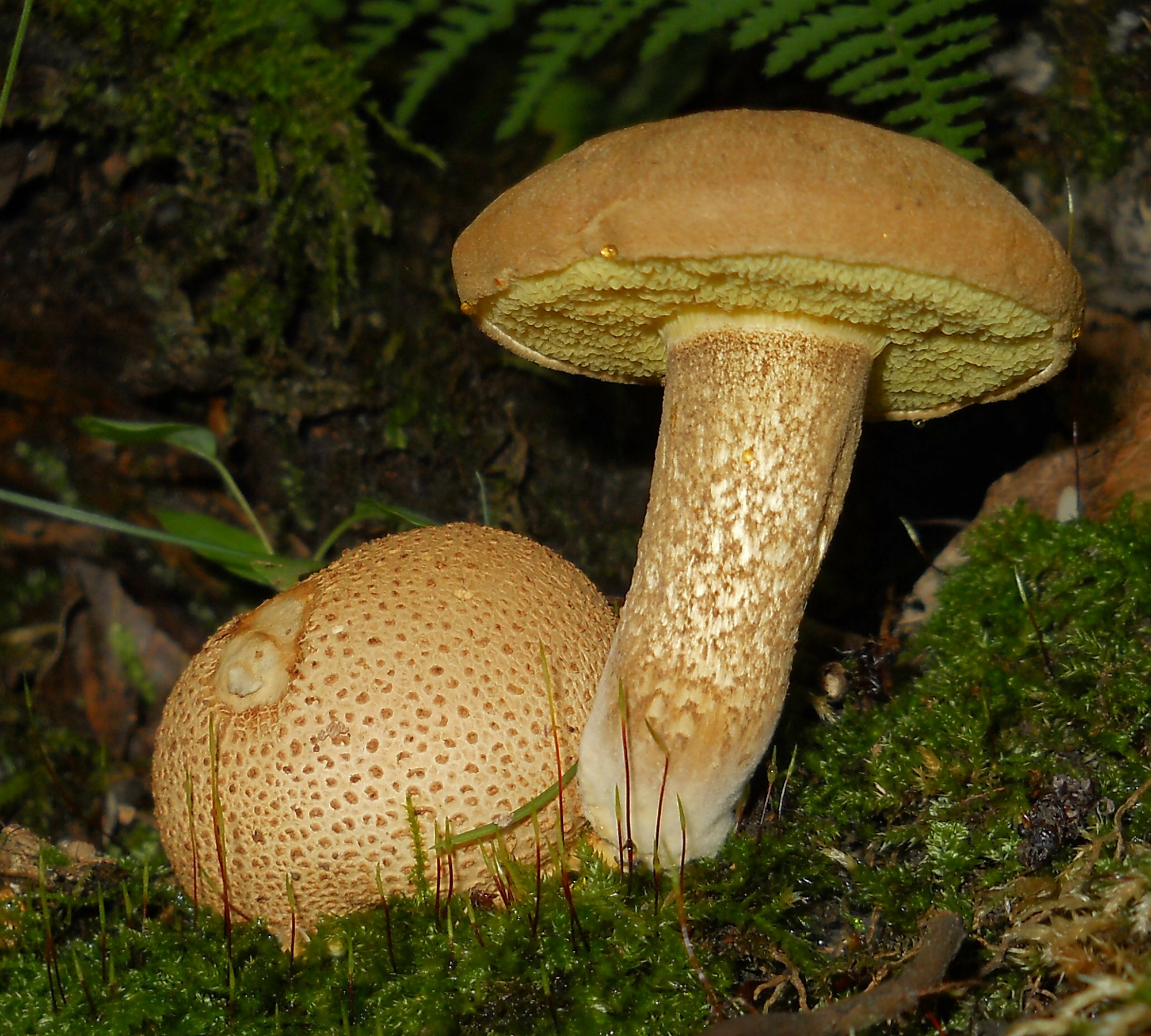
Hřib příživný parazitující na pestřci – obě houby jsou zástupci hřibotvarých.

Hřibotvaré (Boletales) je pestrý a početný řád stopkovýtrusných hub, do něhož je řazeno asi 1300 druhů v 16 čeledích. Nejznámějšími a druhově nejrozmanitějšími zástupci tohoto řádu jsou hřiby a jejich blízké příbuzenstvo (kozáky, klouzky a další) s typickými kloboukatými plodnicemi vybavenými vespod rourkatým hymenoforem. Morfologická diverzita v rámci řádu je ovšem mnohem větší: patří sem i některé lupenaté houby jako jsou např. čechratky rodu Paxillus nebo slizáky, ale také houby s rozlitými (např. dřevomorka) až korovitými plodnicemi (např. koniofora) a některé „břichatkovité“ houby (tedy houby s uzavřenými, většinou kulovitými plodnicemi), např. pestřece. Společné morfologické znaky, které by jednoznačně charakterizovaly hřibotvaré (tedy jejich synapomorfie), nejsou známy, u řady z nich se nicméně běžně vyskytují vřetenovité výtrusy, charakteristické modrající pigmenty (deriváty atromentinu) a část zástupců spojuje i sdílený patogen – půdní vřeckaté houby rodu Sepedonium.

Hřibotvaré jsou kosmopolitně rozšířené, v typickém případě lesní houby. Většina hřibotvarých navazuje symbiotické ektomykorhizní vztahy s dřevinami (často se jedná o zástupce borovicovitých, bukovitých, v subtropech a tropech i myrtovitých, bobovitých nebo dvojkřídláčovitých), mezi jejich další časté ekologické role patří saprofytizmus, většinou na mrtvém dřevě (např. dřevomorka), některé druhy jsou parazitické (např. hřib příživný). Zejména hřibovité houby, v menší míře i klouzkovité a další, patří mezi nejvýznamnější a nejvíce ceněné jedlé houby. Dřevomorka domácí je významný škůdce na dřevěných konstrukcích; tak jako další dřevokazní zástupci tohoto řádu je původcem hnědé hniloby dřeva (tráví přednostně celulózu, lignin zůstává).

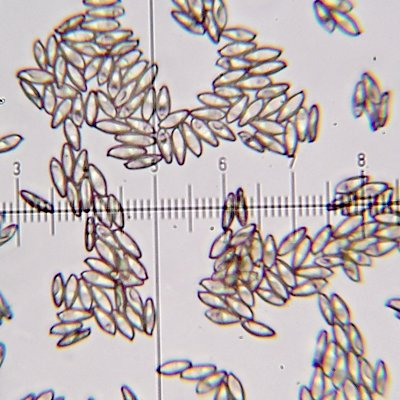
Výtrusy amerického hřibu Boletus variipes.

## Čeledi
Mezi hřibotvaré jsou řazeny následující čeledi:
- Boletaceae - hřibovité
- Boletinellaceae
- Calostomataceae
- Coniophoraceae - konioforovité
- Diplocystaceae
- Gasterellaceae
- Gomphidiaceae - slizákovité
- Gyroporaceae - hřibovité
- Hygrophoropsidaceae - lištičkovité
- Paxillaceae - čechratkovité
- Protogastraceae
- Rhizopogonaceae - kořenovcovité
- Sclerodermataceae - pestřecovité
- Serpulaceae
- Suillaceae - klouzkovité
- Tapinellaceae